# 2 Syberyjski Korpus Armijny
2 Syberyjski Korpus Armijny (ros. 2-й Сибирский армейский корпус) – jeden ze związków operacyjno-taktycznych  Imperium Rosyjskiego w czasie I wojny światowej. Wchodził w skład irkuckiego Okręgu Wojskowego. Rozformowany na początku 1918.

## Struktura organizacyjna
Organizacja w 1914
- dowództwo i sztab – Czyta
- 4 Syberyjska Dywizja Piechoty
- 5 Syberyjska Dywizja Piechoty
- Zabajkalska Brygada Kawalerii
- 2 Syberyjski dywizjon  moto-artyleryjski
- 2 Syberyjski ciężki dywizjon artylerii
- 2 Syberyjski batalion saperów
- 2 Syberyjski batalion pontonowy

## Podporządkowanie
- 10 Armii (od 2 sierpnia 1914)
- 12 Armii (22 września - 20 października 1914, 1 września 1915 - 1 listopada 1916 oraz 1 lipca 1916 - grudzień 1917)
- 3 Armii (21 lipca - 12 sierpnia 1915)
- 2 Armii (od 14 lutego 1916)
- 5 Armii (23 marca - 3 kwietnia 1916)
- 1 Armii (21 maja - 1 lipca 1916)

## Dowódcy Korpusu
- gen. piechoty A. W. Syczewskij (luty 1914 - maj 1915)
- gen. lejtnant N. J. Lisowskij (maj - czerwiec 1915)
- gen. piechoty R. D. Radko-Dmitriew (czerwiec - październik 1915)
- gen. lejtnant I. K. Gaudurin (październik 1915 - marzec  1917)
- gen. lejtnant N. S. Trikowskij (kwiecień - lipiec 1917)
- gen. piechoty W. F. Nowickij (od lipca 1917)